# Mehandipur-Balaji-Tempel

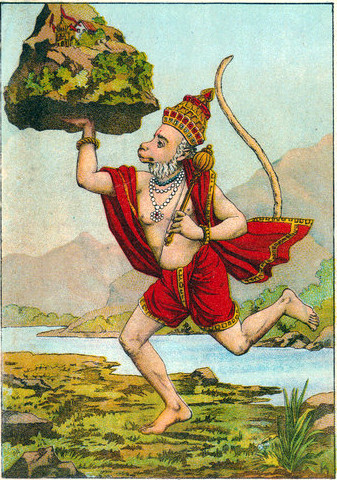
Hanuman eilt mit dem Kräuterberg zur Rettung des verletzten Lakshmana, des Bruders von Rama. Lithographie von Raja Ravi Varma, 19. Jahrhundert

Der Mehandipur Balaji-Tempel (Hindi/Rajastani: मेहंदीपुर बालाजी मंदिर) ist ein äußerst populäres und vielbesuchtes Hanuman-Heiligtum im Osten des indischen Bundesstaats Rajasthan.

## Lage
Der Tempel befindet sich beim Dorf Mehandipur, welches in etwa auf halber Strecke und ca. 2 km südlich der Hauptstraße zwischen Fatehpur Sikri (Uttar Pradesh) und Jaipur (Rajasthan) in einer Höhe von ca. 264 m ü. d. M. liegt. Der Ort Abhaneri mit seinem berühmten mittelalterlichen Stufenbrunnen befindet sich etwa 32 km (Fahrtstrecke) nordwestlich.

## Geschichte
Die Heilkräfte des manchmal mit einem Kräuterberg dargestellten Affengottes Hanuman waren in ganz Indien berühmt. Der neuzeitliche Tempelbau hat mit Sicherheit einen mittelalterlichen Vorgängerbau oder -schrein ersetzt, denn durch Texte ist die Existenz des Heiligtums schon seit langem belegt.

## Volksglaube
Der Tempel wird vor allem von psychisch Kranken aufgesucht, die durch heftige verbale und körperliche Zurechtweisungen sowie durch Tanz und andere Exorzismuspraktiken wie Festbinden, Nahrungsentzug etc. von ihren neurotischen oder psychotischen Leiden bzw. den Geistern und Dämonen, die dafür verantwortlich gemacht werden, befreit werden wollen oder sollen. Familienangehörige der Hilfesuchenden sind nahezu immer anwesend. Im Jahr 2013 hat eine internationale Expertengruppe die im Tempel angewandten Heilpraktiken und Riten untersucht; die Ergebnisse sind noch nicht veröffentlicht.